# Мініфігурки LEGO
Мініфігурка LEGO або лего чоловічок (англ. Lego minifigure, Lego toy man) — невелика пластикова фігурка висотою в 4 стандартні кубики LEGO. Мініфігурки складаються з 9-10 деталей, здатні з'єднуватися з деталями LEGO. Мініфігурки були розроблені та створені дизайнером Йєнсом Нігаардом Кнудсеном у 1978 році.

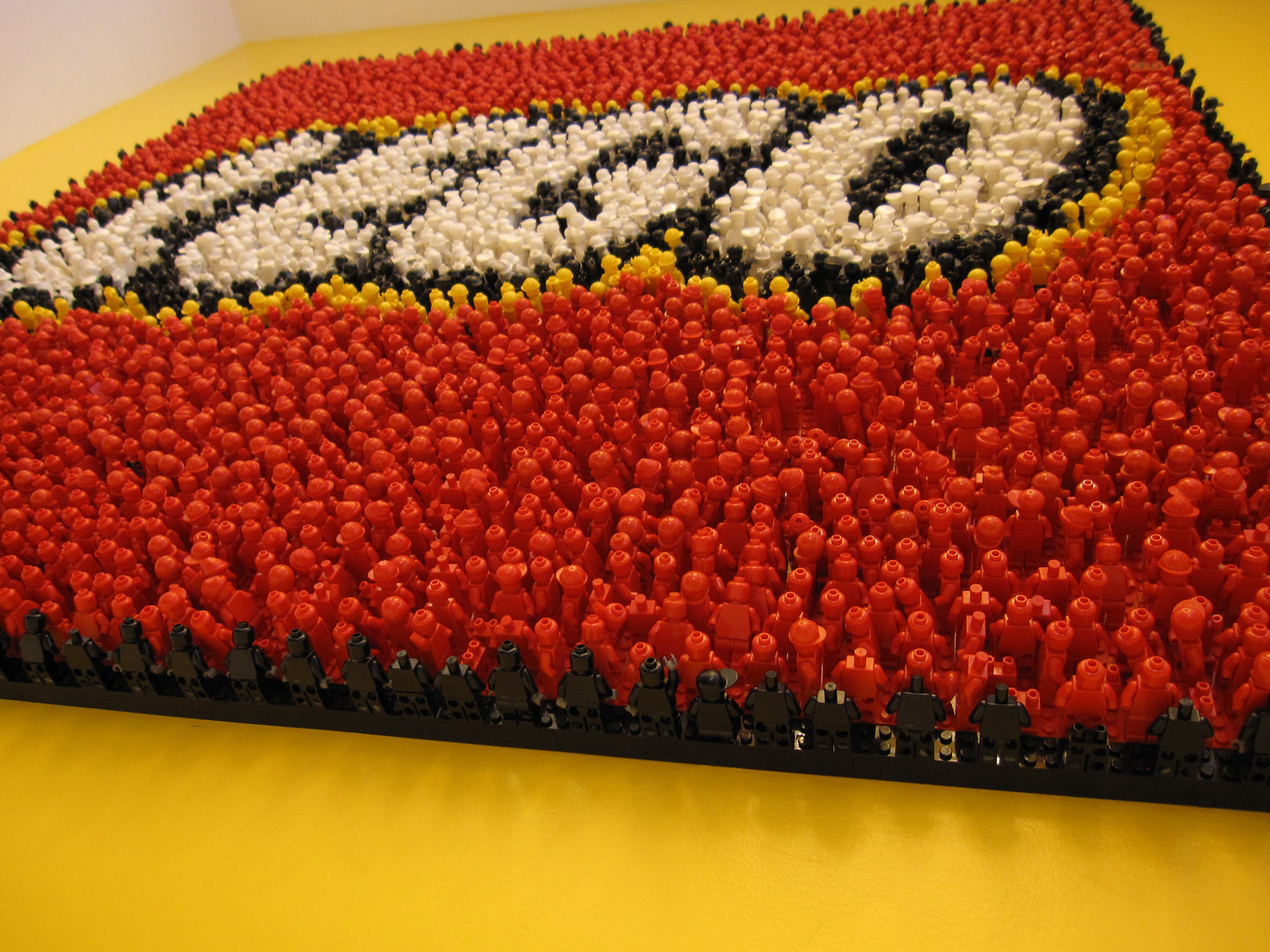
Логотип компанії «LEGO» в лего магазині.

Аналогічні фігурки є в інших виробників конструкторів, наприклад, креони (англ. kreon) у конструкторах Kre-O[en] корейської фірми Oxford (підрозділ компанії Hasbro) [джерело?].

## Історія
Попередники мініфігурки були випущені в 1975 році. Вони були того ж розміру, що і сучасні мініфігурки, але мали інший дизайн. Вони мали цілісний торс без окремих рухомих рук, були намальовані обличчя. Існувало кілька різних зачісок та головних уборів різних кольорів, включаючи капелюхи, кіски та ковбойські капелюхи.

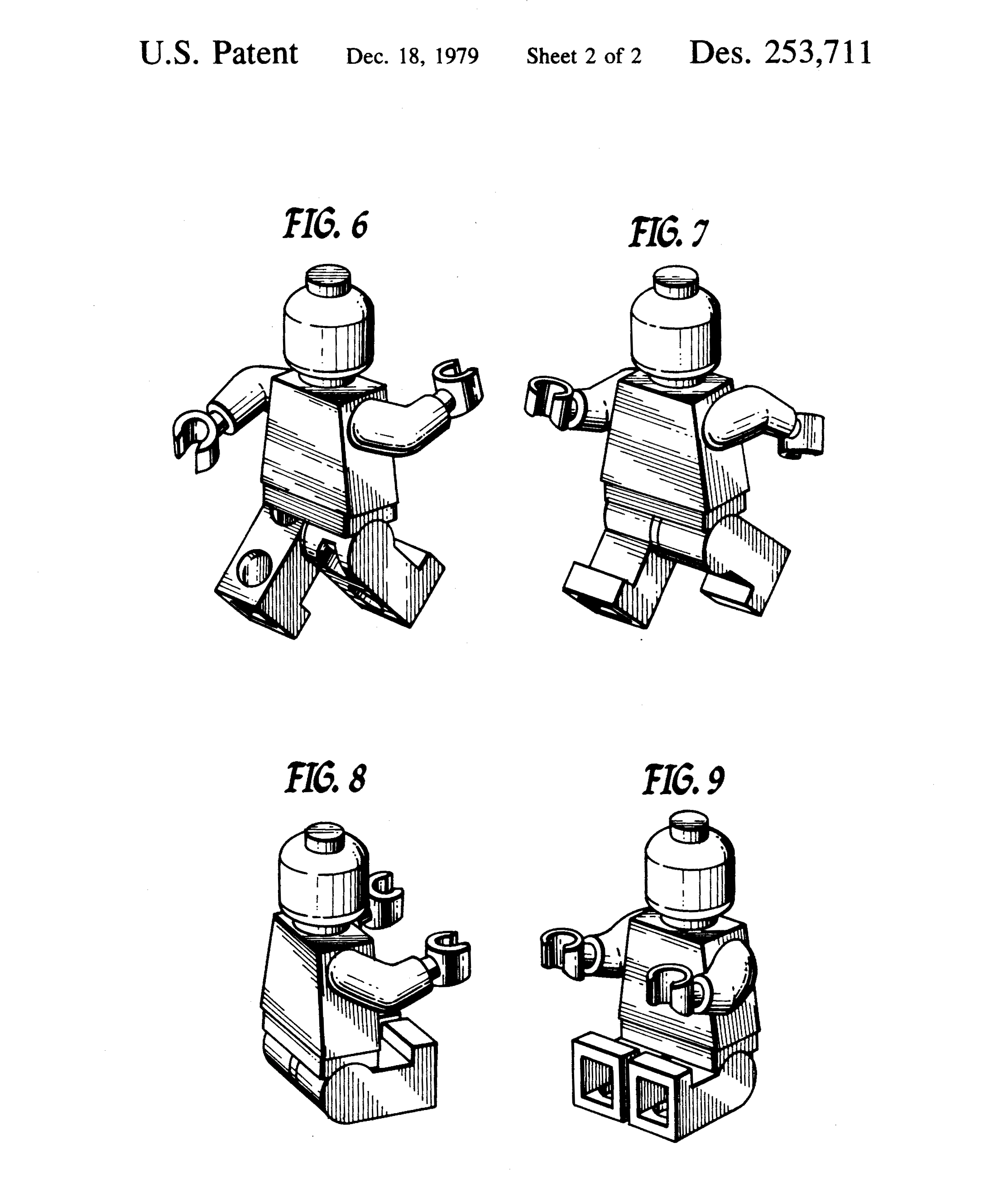
Зображення мініфігурки з патенту США

Перші сучасні мініфігурки були випущені в 1978 — це були сім різних фігурок із серій Замок, Космос та Місто. Наступні 11 років мініфігурки випускали з єдиним дизайном обличчя — дві точки як око та посмішка, відмальовані чорним кольором. У 1989, міні-фігурки отримали відображення різних емоцій, це було реалізовано в серії Пірати. Мініфігурки цієї серії також вперше могли мати гаки замість кистей рук та «дерев'яні» ноги, що можна вважати першою спробою урізноманітнити традиційний дизайн частин тіла.
У наступних серіях з'явилися різні довжини ніг — коротші за стандартні для дітей або гномів і довгі, використані в серії Історія іграшок.
У 2003 випущені мініфігурки з різними кольорами шкіри, все більш ранні фігурки були лише жовтого кольору. Це нововведення знадобилося під час старту серії Баскетбол.
До 2006 року було вироблено 4 мільярди мініфігурок. Між 1975 та 2010 випущено 3655 різних варіантів дизайну, і кількість продовжує дуже швидко зростати. В одному 2010 році було випущено 300 нових варіантів.

## Будова
LEGO Чоловічки складаються з голови, корпусу тіла, до якого кріпляться решта частин, руки з рухомими кистями, деталь, що виконує роль таза, до якої кріпляться ноги. Ноги можуть бути замінені інші частини нижнього пояса кінцівок. Усі частини тіла сумісні, що сприяє різноманіттю можливих варіантів фігурки.

### Додаткові деталі до мініфігурки
Деталі, що встановлюються поверх основної конструкції:
- Головний убір, будь-яка зачіска та блоки
- До шиї прикріплюється сагайдак зі стрілами, плащ, рятувальний жилет, крила, піхви для катани, обладунки тощо.
- До рук кріпляться ручні інструменти, зброя тощо.
- Ноги (або подоли суконь) прикріплюються до поверхні блоків або засобів пересування. До ніг також кріпляться ласти і так далі. Замість ніг може бути хвіст джина, хвіст змії і т. д.